# Juris Markauss
Juris Markauss (Riga, 5 de juny de 1943) és un jugador d'escacs letó, que té el títol de Mestre Internacional d'escacs per correspondència des de 1989.
El 1969 es va graduar a la Universitat de Letònia i va obtenir el títol de Candidat a Mestre. Des de 1974 es va centrar en els escacs per correspondència. Al torneig internacional "ŠAHS-25" de 1989 va completar els requisits per a l'obtenció del títol de Mestre Internacional. El 1993, va representar l'equip del Món en una partica contra l'equip de Rússia.
Alguns dels seus resultats destacats foren el 1r lloc al 7è Campionat de Letònia per equips 1976/77, amb 10½ de 14 al primer tauler, 1r lloc a l'11è Campionat de Letònia per equips 1977/80 amb 9½ de 13, 2n lloc a la semifinal del 16è Campionat de l'URSS, amb 11½ de 16, i posteriorment 9è lloc a la final amb 9½ de 18, 2n lloc al torneig internacional "ŠAHS-25" 1984/89 amb 14 de 18 punts (el mínim per al títol de Mestre Internacional eren 12 punts), amb un premi especial a la millor combinació, i 1r lloc individual (2n per equips) al 9è Campionat de l'URSS 1988/92, amb 14½ de 16, 1r lloc a la VIII/IX Copa del Món, amb 9 de 10 punts.